# 吉林隕石
吉林隕石雨(Jilin)は1976年3月8日、中国吉林省、吉林市近くに落下した隕石雨である。回収された隕石の最大の破片は1,770kgあり、石質隕石としては最大のものである。
1976年3月8日15時1分（北京時間）隕石は突入角度16度、突入速度17km/sで大気に突入し、火球が目撃された。高度17kmで爆発し、爆発の衝撃はマグニチュード1.7で地面を揺らした。爆発の結果、138の大きい破片と3000程度の小さい破片に分裂し、東西72km、南北8kmの範囲に落下した。総回収量は4,000kgで、最大の破片は1,770kgであった。落下範囲の東端に15時2分36秒、最大の破片が落下し深さ6m、径2mの穴が作られた。そこから15km西に400kgと123.5kgの破片が落下した。
吉林隕石雨はH5コンドライトに分類される石質隕石である。吉林市博物館に陳列されている。